# Gare de Jytomyr
Pour les articles homonymes, voir Gare centrale.
La gare de Jytomyr (en ukrainien : Житомир (станція)) est une gare ferroviaire située dans la ville de Jytomyr.

## Situation ferroviaire
La gare est exploitée par Pivdenno-Zakhidna zaliznytsia, partie de Ukrzaliznytsia.

## Service des voyageurs

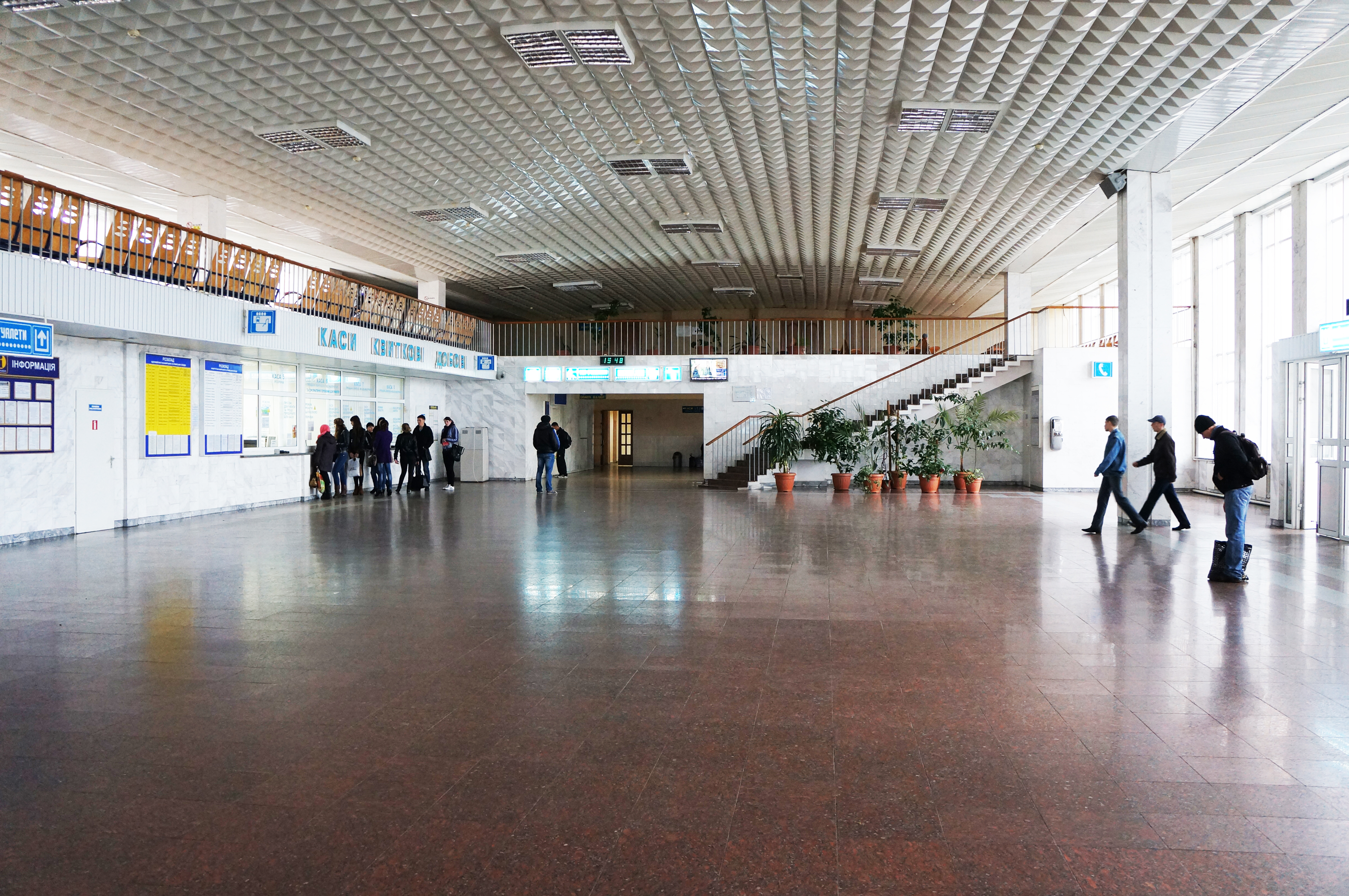
Hall d'accueil.

### Desserte
- Zhytomyr - Korosten
- Vinnytsia - Korosten
- Zhytomyr - Korostyshiv
- Korosten - Koziatyn
- Zhytomyr - Koziatyn
- Zhytomyr - Novohrad-Volynskyi
- Zhytomyr - Fastiv